# Interludio
Un interludio (Del lat.  interludĕre, jugar a ratos) es una pieza o pasaje musical que se interpreta entre dos partes o secciones de una misma obra (canción). 
En ocasiones puede aparecer entre las escenas de una ópera, como ocurre con los "Sea Interludes" de la ópera de 1945 Peter Grimes, del compositor británico Benjamin Britten. 
Durante el siglo XVIII, se intercalaban estos pasajes entre los versos de los himnos o de los salmos. En este último caso, los organistas solían improvisarlos. Hoy día se conservan algunos ejemplos escritos de este tipo.